# Relations entre la Corée du Nord et la Suisse
Les relations entre la Corée du Nord et la Suisse sont les relations diplomatiques officielles entre la république populaire démocratique de Corée et la Confédération suisse.
La Suisse est membre de la NNSC chargé de surveiller la limite de démarcation de l'accord d'armistice de 1953 à la suite de la guerre de Corée, mais la Corée du Nord ne reconnait plus cet organisme depuis 1995. La Suisse a établi des relations diplomatiques avec la Corée du Nord en 1974, elle ne dispose pas d'ambassade en Corée du Nord, les fonctions diplomatiques officielles sont exercées par l'ambassade de Suisse à Pékin. La Corée du Nord dispose d'une ambassade à Berne en Suisse.

## Histoire

### La Suisse, membre de la NNSC

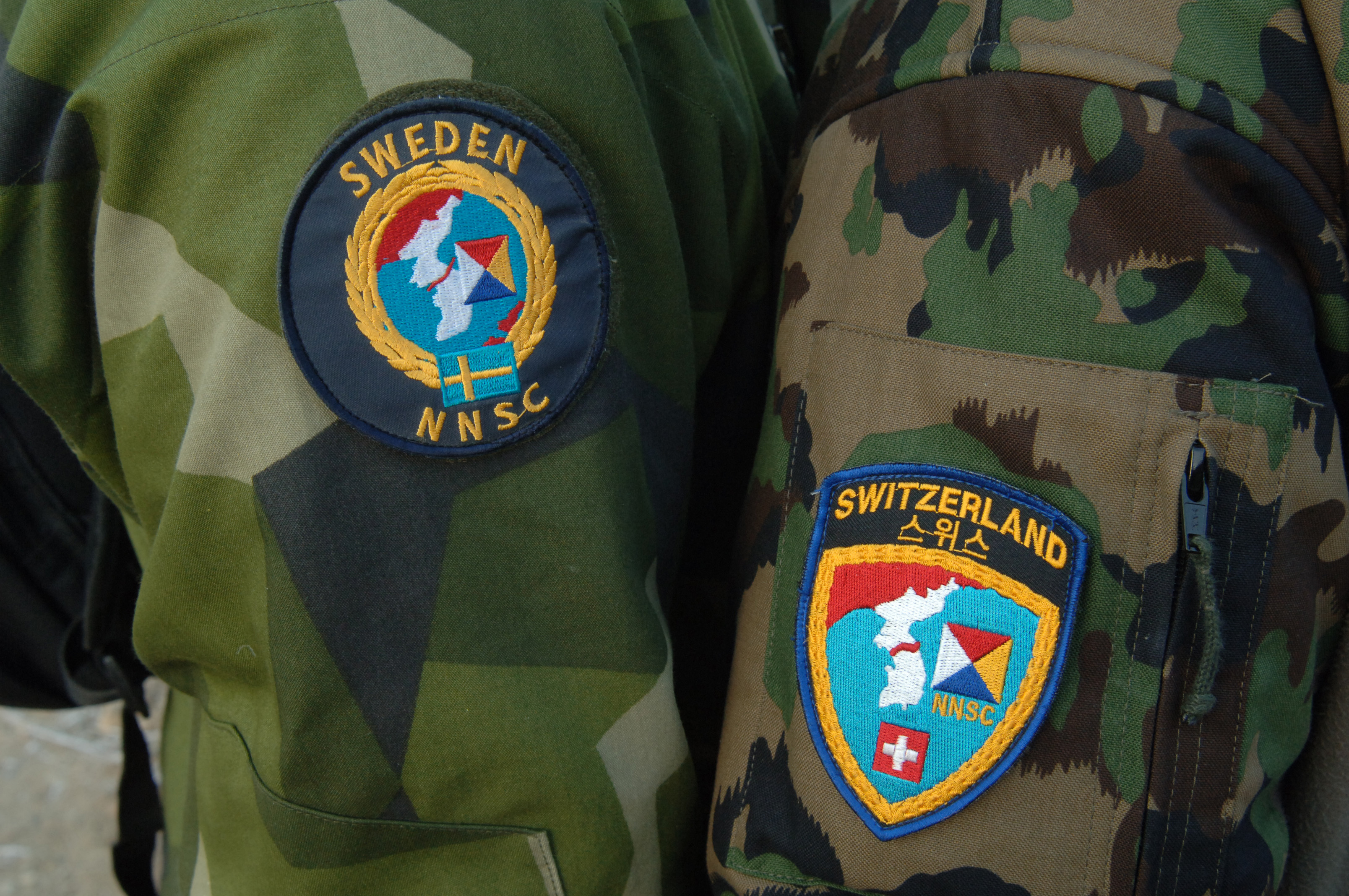
Insignes d'uniforme portés par les délégués du NNSC de Suède et de Suisse.

En 1953, à la fin de la guerre de Corée, le Neutral Nations Supervisory Committee (NNSC) a chargé la Suisse de surveiller la zone démilitarisée coréenne (DMZ) entre la Corée du Nord et la Corée du Sud. Le contrôle de la zone démilitarisée a été la première tâche confiée aux forces armées suisses en dehors du territoire suisse, la Suisse a maintenu une neutralité perpétuelle depuis le Congrès de Vienne.

## Relations diplomatiques
Les deux pays entretiennent des relations diplomatiques officielles depuis décembre 1974,,. La Corée du Nord étant à ce moment-là, en 1974, le dernier pays au monde à ne pas avoir de relations diplomatiques avec la Suisse.
Selon le ministère suisse des Affaires étrangères, les relations diplomatiques officielles entre la Corée du Nord et la Suisse sont des relations diplomatiques froides[réf. nécessaire], et sont principalement axées sur la construction de la paix entre la Corée du Nord et la Corée du Sud.
La Suisse n'a pas d'ambassades ou de consulats officiel en Corée du Nord. La Suisse est représentée en Corée du Nord par un bureau de représentation à Pyongyang, la capitale du pays.
Les fonctions diplomatiques officielles sont exercées par l'ambassade de Suisse à Pékin (en), en Chine. La Corée du Nord dispose d'une ambassade à Berne, la capitale de Suisse,.

### Promotion de la paix
Les relations diplomatiques de la Suisse avec la Corée du Nord sont dirigées vers la construction d'une paix.
La Suisse a joué le rôle de médiateur dans les pourparlers entre les parties impliquées dans le conflit de la péninsule coréenne (Corée du Nord, Corée du Sud, Chine, Japon, Russie et États-Unis).
Entre 1997 et 1999, la Suisse a accueilli à Genève les réunions quadrilatérales entre la Corée du Sud, la Corée du Nord, la Chine et les États-Unis. Elle a aussi accueilli trois grandes réunions entre les États-Unis et la Corée du Nord sur la normalisation de leurs relations diplomatiques bilatérales et les conditions d'une reprise des pourparlers à six sur la dénucléarisation de la Corée du Nord.
Elle a essayé de jouer le rôle de médiateur lors de la crise nord-coréenne de 2017-2018. En septembre 2017, la présidente de la Confédération Doris Leuthard a indiqué que son pays était en mesure d'accueillir à nouveau des pourparlers,.

## Relations économiques
Les relations économiques sont faiblement développés entre les deux pays. La Suisse applique les sanctions des Nations Unies contre la Corée du Nord.

## Aide humanitaire
En 1995, le Corps Suisse d’Aide humanitaire (CSA, en anglais Swiss Humanitarian Aid Unit, SHA) lance un programme d'aide humanitaire en Corée du Nord afin de soutenir la population gravement touchée par les conséquences de la famine.
En 1997, la Suisse ouvre un bureau de coopération (en anglais Swiss Cooperation Office in North Korea) dans l'arrondissement du Fleuve Taedong à Pyongyang, la capitale de la Corée du Nord, et axe ses activités sur la coopération pour accélérer le développement de la Corée du Nord jusqu'en 2012 où les activités se limitent de nouveau à l'humanitaire. L’aide humanitaire de la Suisse en Corée du Nord dans le pays est du ressort du Bureau de coopération de Pyongyang. En mars 2020, les activités humanitaires du bureau sont suspendues, la Corée du Nord ferme totalement ses frontières à la suite de l'apparition du Covid-19 et rend impossible l'accès du personnel étranger à la Corée du Nord.
Depuis 2012, la Suisse conduit un programme humanitaire ambitieux en Corée du Nord[réf. nécessaire].

### MSF
De 1995 jusqu'en 1998, MSF France/Belgique/Pays-Bas intervient en Corée du Nord. Depuis mars 2019, MSF Genève a commencé une mission en Corée du Nord, dans la province du Hamgyong du Nord pour améliorer les soins de santé générale (notamment pédiatrie et néonatologie) et pour la lutte contre la tuberculose. En 2020, ses activités sont suspendues par la fermeture complète des frontières du pays pour lutter contre le covid-19, et n'ont pas pu reprendre ni en 2021, ni 2022 et ni en 2023,,.

## Suisse en Corée du Nord
Selon le Bureau central suisse des statistiques, à la fin de l'année 2018, quatre citoyens suisses vivaient en Corée du Nord[réf. nécessaire], et une personne fin 2021.

## Études de Kim Jong-un en Suisse

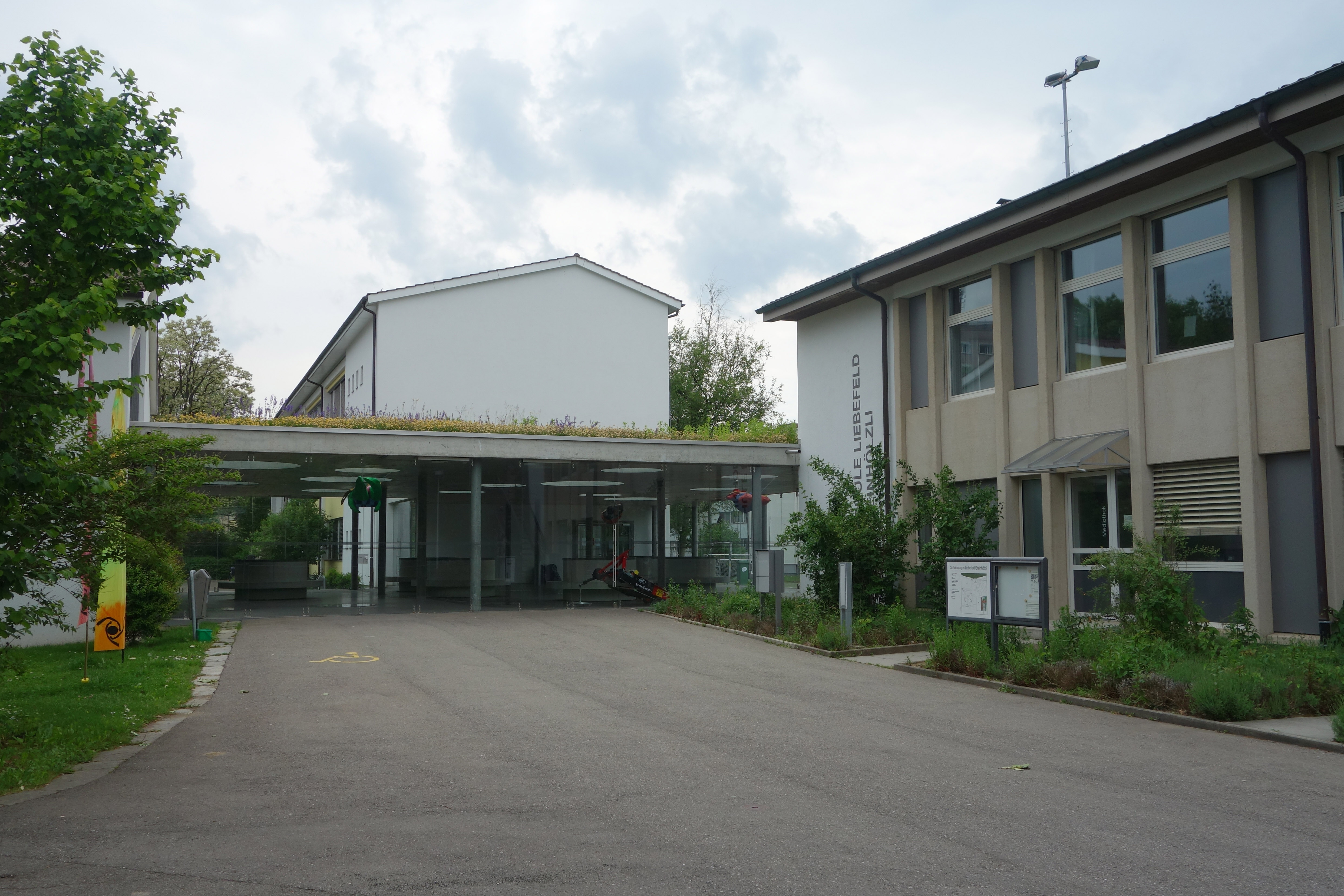
L'école Liebefeld-Steinhölzli de Köniz où Kim Jung-un aurait étudié.

Bien qu'il ne soit pas suisse, le dirigeant de la Corée du Nord, Kim Jong-un a été scolarisé pendant plusieurs années dans la ville de Berne, et a été exposé à la culture suisse durant les années 1996 à 2001,,. Il aurait fréquenté l'internat de l'école Liebefeld-Steinhölzli à la fin des années 1990, après y avoir été inscrit sous un pseudonyme.